# Ketanen (Panceng)
Ketanen is een bestuurslaag in het regentschap Gresik van de provincie Oost-Java, Indonesië. Ketanen telt 2064 inwoners (volkstelling 2010).